# Надземля
Надземля або суперземля — клас планет, маса яких перевищує масу Землі, але значно менша за масу крижаних гігантів. Термін «надземля» стосується виключно маси планети і не стосується температур, складу, орбітальних властивостей, придатності для проживання чи середовища.

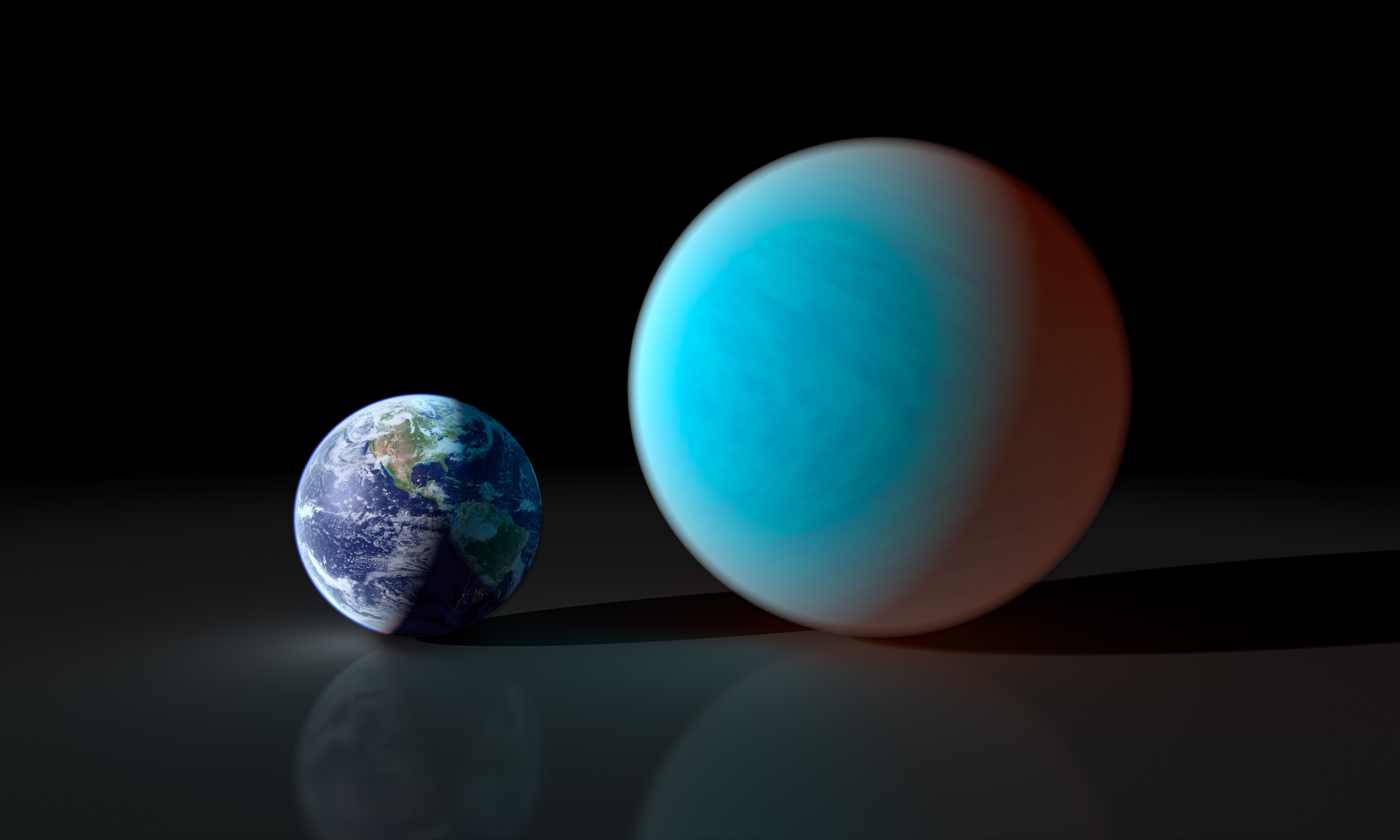
Надземля (суперземля) 55 Рака e з масою 8,63 ± 0,35 маси Землі. Відкрита у 2004 р.

Зазвичай під Суперземлею розуміють кам'яну планету земного типу, що складається з кам'яних порід і за будовою подібна до Землі. Планет такого типу в нашій Сонячній системі немає, найбільша планета земної групи в нашій Сонячній системі — Земля. Інша планета — Уран, маса якої становить майже 14,5 мас Землі, не належить до класу надземель. Під надземлею розуміють планету з масою 1–10 (в інших джерелах — 5–10) мас Землі. Термін також використовується астрономами для позначення планет, більших за земноподібні (від 0,8 до 1,2 земного радіуса), але менших за мінінептун (від 2 до 4 земних радіусів). Планети надземного типу були виявлені порівняно недавно в інших зоряних системах. Надземлі мають невелику масу і їх важко виявити доплеровською спектроскопією. Найкращий спосіб пошуку планет такого типу — гравітаційне мікролінзування.

## Дослідження та відкриття

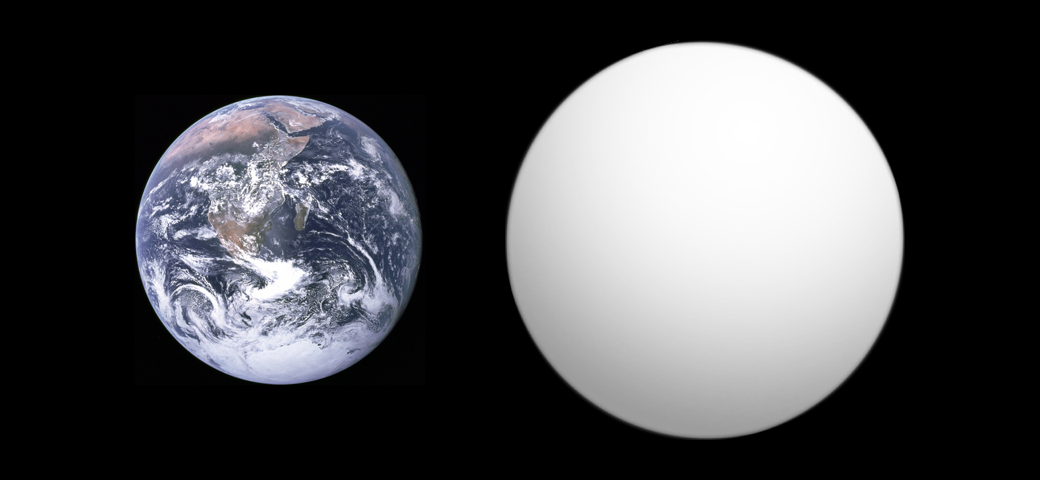
Ілюстрація передбачуваного розміру Суперземлі Kepler-10b (праворуч) у порівнянні з Землею

Перші Суперземлі були відкриті Александером Волщаном і Дейлом Фрейлом навколо пульсара PSR B1257+12 у 1992 році. Дві зовнішні планети (Полтергейст і Фобетор) системи мають масу приблизно 4 маси Землі — надто малі, щоб бути газовими гігантами.
У квітні 2007 року швейцарська група під керівництвом Стефана Удрі оголосила про відкриття двох нових суперземель у планетній системі Глізе 581, обидві на межі зони, придатної для життя, навколо зірки, де на поверхні може бути рідка вода. Оскільки Глізе 581c має масу щонайменше 5 мас Землі та відстань до зорі у 0,073 астрономічних одиниць (11 млн км), екзопланета знаходиться на «теплому» краю житлової зони навколо Глізе 581 з оціночною середньою температурою (без урахування впливу атмосфери) −3 градуси Цельсія. Подальші дослідження показали, що Gliese 581c, ймовірно, постраждав від парникового ефекту, як Венера.

## Характеристики

Порівняння розмірів планет різного складу

Через більшу масу суперземлі їх фізичні характеристики можуть відрізнятися від земних; теоретичні моделі суперземель надають чотири можливі основні склади відповідно до їх щільності: Суперземлі малої густини складаються в основному з водню та гелію; Суперземлі середньої густини або мають воду як основну складову (планети-океани), або мають більш щільне ядро, оповите розширеною газовою оболонкою (газовий карлик або субнептун). Вважається, що суперземля великої густини є скелястими та/або металевими, як Земля та інші планети земної групи Сонячної системи.
Відповідно до однієї гіпотези, суперземлі масою близько двох земних можуть бути сприятливими для життя. Велика поверхнева гравітація призводить до густішої атмосфери, посилення ерозії поверхні і, отже, більш плоского рельєфу. Результатом може стати «планета-архіпелаг» мілких океанів, усіяних ланцюгами островів, які ідеально підходять для біорізноманіття. Масивніша планета (2 маси Землі) також утримувала б значно більше тепла всередині свого внутрішнього простору, підтримуючи тектоніку плит (яка життєво важлива для регулювання вуглецевого циклу і, отже, клімату) довше. Товстіша атмосфера та потужніше магнітне поле також захищатимуть життя на поверхні від шкідливих космічних променів.